# Patrick Manoukian
Pour les articles homonymes, voir Manoukian.
Patrick Manoukian, né le 13 août 1949 à Meudon, est un journaliste, éditeur et écrivain français sous les pseudonymes de Ian Manook, Paul Eyghar, et Roy Braverman.

## Biographie
Né à Meudon dans une famille d'origine arménienne, Patrick Manoukian parcourt à l’âge de 18 ans les États-Unis et le Canada, pendant 2 ans, sur 40 000 km en autostop. Il effectue des études de droit et de sciences politiques à la Sorbonne, puis de journalisme à l’Institut français de presse.
Il repart ensuite en voyage en Islande, au Belize, et au Brésil.
De retour en France, il collabore en tant que journaliste à des rubriques touristiques du Figaro, de Télé Magazine, de Top Télé, de Vacances Magazine et de Partir.
En 1987, il crée une société : Manook, une agence d’édition spécialisée dans la communication autour du voyage.
De 2003 à 2011, il réalise le scénario de plusieurs bandes dessinées sous le pseudonyme de Manook.
En 2013, il signe du pseudonyme de Ian Manook un roman policier intitulé Yeruldelgger qui remporte plusieurs prix dont le Prix SNCF du polar 2014,.
Il fait aussi partie du collectif d'artistes la Ligue de l'Imaginaire.

## Œuvre

### Récits de voyage
- D'Islande en Belize, Beauval, 1978
- Pantanal, Beauval, 1978

### Essai
- Le Temps du voyage : petite causerie sur la nonchalance et les vertus de l'étape, Transboréal, 2011

### Scénarios de bande dessinée sous le pseudonyme de Manook
- Fallait pas faire les cons[5], Semic, coll. « Semic Noir », 2003  (ISBN 2-84857-020-2)Écrit avec Juan María Córdoba.
- L'affaire se Corse[6], Semic, 2003  (ISBN 2-84857-042-3)Écrit avec Juan María Córdoba.
- Légendes lakotas, Semic, 2006  (ISBN 2-84857-140-3)Écrit avec Amandine Labarre.
- Samantha oups !, Carabas, 2006  (ISBN 2-351-00106-0)Écrit avec Fagneres.
- Scoot toujours ![7], Hugo & Cie, 2011  (ISBN 978-2-7556-0715-4)Écrit avec Duvigan.

### Roman sous le pseudonyme Paul Eyghar
- Les Bertignac : L'homme à l'œil de diamant, Hugo & Cie, 2011Prix Gulli-du-roman 2012

### Romans policiers sous le pseudonyme Ian Manook

#### SérieCommissaire Yeruldelgger
1. Yeruldelgger[8], Albin Michel, 2013Prix SNCF du polar roman 2014[3],[4]
2. Les Temps sauvages, Albin Michel, 2015, 524 p.  (ISBN 978-2-2263-1462-8)
3. La Mort nomade, Albin Michel, 2016

#### SérieTarko
1. L'Homme à l'œil de diamant, Atacas, 2016
2. Le Secret de Pachamama, Atacas, 2016

Série Inspecteur Kornelius Jakobsson
1. Heimaey, Albin Michel, 2018
2. Askja, Albin Michel, 2019
3. Krummavísur, Albin Michel, 2024

#### Romans indépendants
- Retour à Biarritz, Société éditrice du Monde, coll. « Les Petits Polars » no 4, 2015  (ISBN 978-2-361-56208-3)Illustré par Hervé Bourhis
- Mato Grosso, Albin Michel, 2017
- L'Oiseau bleu d'Erzeroum, Albin Michel, 2021
- À Islande, Paulsen, 2022, 288 p.  (ISBN 978-2-3750-2119-4)
- Le Chant d'Haïganouch, Albin Michel, 2022  (ISBN 978-2-226-45712-7)
- Ravage, éditions Paulsen, 2023, 352 p.  (ISBN 9782375021958)
- Aysuun, Albin Michel, 2023
- Le Pouilleux massacreur, La manufacture de livres, 2024

### Romans sous le pseudonyme Roy Braverman
- Hunter, Hugo & Cie, 2018
- Crow, Hugo & Cie, 2019
- Freeman, Hugo & Cie, 2020
- Manhattan Sunset, Hugo & Cie, 2021
- Pasakukoo, Hugo & Cie, 2021
- L’Inconnu de Chikkamuk Lake, Hugo & Cie, 2022
- Le Premier Fils, Hugo & Cie, 2023

### Nouvelles
- Dust Pine, Texas, 1958, dans Crimes de sang-froid. Paris, Nouveau Monde Éditions, 2018.  (ISBN 978-2-369-42697-4)
- Feijoada, dans Déguster le noir, anthologie sous la direction d'Yvan Fauth. Paris : Belfond, coll. "Belfond noir", 06/2023, p. 223-236.  (ISBN 978-2-7144-9749-9)
- Déconfinés, dans La Nouvelle du lendemain, anthologie numérique organisée pendant le confinement par la Ligue de l’Imaginaire, le festival Lisle noir et Cultura, 04/2020[9].

## Prix
- Prix des lecteurs Quais du polar 2014 pour Yeruldelgger[10]
- Prix SNCF du polar 2014 pour Yeruldelgger[3],[4]
- Grand prix des lectrices de Elle (policier), 2014 pour Yeruldelgger[11]